# 니노미야 유이
니노미야 유이(일본어: 二ノ宮 ゆい, 2001년 9월 6일 ~ )는 일본의 성우, 가수. 가나가와현 출신. 호리프로 인터내셔널 소속.